# Victor Colomban Dreyer
Victor Colomban Dreyer, al secolo Victor Valentin (in religione Marie Colomban) (Rosheim, 15 febbraio 1866 – Vigny, 7 maggio 1944), è stato un arcivescovo cattolico francese.

## Biografia
Victor Valentin Dreyer nacque il 15 febbraio 1866 a Rosheim in Alsazia, ma la sua famiglia si trasferì nei vicini Vosgi per restare francesi dopo l'annessione della regione all'Impero tedesco nel 1871.
Frequentò il seminario a Saint-Dié-des-Vosges e al termine degli studi entrò nei francescani l'8 settembre 1887 ed emettendo i primi voti il 25 settembre 1888.
Fu ordinato prete a Pau il 25 luglio 1889 prendendo il nome di Marie Colomban in onore di san Colombano.
Nel 1891 fu nominato maestro dei novizi ad Amiens e successivamente venne inviato in Canada, dove ricoprì gli incarichi di visitatore di una congregazione religiosa a Montréal, poi venne eletto provinciale per tre volte per le fondazioni francescane francesi fino al 1911, quando fu chiamato a Roma, dove venne eletto definitore dell'ordine per due volte e consigliere della Congregazione per i religiosi. Tornato in Francia nel 1921, raccolse i fondi per acquistare nel 1923 una tenuta vicino a Parigi a Fontenay-sous-Bois, che divenne il seminario minore delle missioni francescane.
Il 27 giugno 1923, papa Pio XI lo nominò vicario apostolico di Rabat, assegnandogli la sede titolare di Ortosia di Fenicia.
Ricevette l'ordinazione episcopale il 16 agosto 1923 per imposizione delle mani del cardinale Louis-Ernest Dubois.
Resse il vicariato per poco meno di quattro anni quando l'11 marzo 1927 sempre papa Pio XI lo nominò vicario apostolico del Canale di Suez.
Resse il vicariato per poco meno di due anni quando il 24 novembre 1928 fu nominato delegato apostolico in Indocina.
Due giorni dopo, il 26 novembre, venne elevato arcivescovo e gli fu assegnata la sede titolare arcivescovile di Aduli.
Dopo otto anni di servizio diplomatico rassegnò le dimissioni per motivi di salute il 19 novembre 1936.
Tornato in Francia, morì a Vigny il 7 maggio 1944 all'età di 78 anni.

## Genealogia episcopale e successione apostolica
La genealogia episcopale è:
- Cardinale Scipione Rebiba
- Cardinale Giulio Antonio Santori
- Cardinale Girolamo Bernerio, O.P.
- Arcivescovo Galeazzo Sanvitale
- Cardinale Ludovico Ludovisi
- Cardinale Luigi Caetani
- Cardinale Ulderico Carpegna
- Cardinale Paluzzo Paluzzi Altieri degli Albertoni
- Papa Benedetto XIII
- Papa Benedetto XIV
- Papa Clemente XIII
- Cardinale Marcantonio Colonna
- Cardinale Giacinto Sigismondo Gerdil, B.
- Cardinale Giulio Maria della Somaglia
- Cardinale Carlo Odescalchi, S.I.
- Vescovo Eugène de Mazenod, O.M.I.
- Cardinale Joseph Hippolyte Guibert, O.M.I.
- Cardinale François-Marie-Benjamin Richard de la Vergne
- Vescovo Marie-Prosper-Adolphe de Bonfils
- Cardinale Louis-Ernest Dubois
- Arcivescovo Victor Colomban Dreyer, O.F.M.

La successione apostolica è:
- Vescovo Augustin-Marie Tardieu, M.E.P. (1930)
- Vescovo Alexandre-Paul-Marie Chabanon, M.E.P.  (1930)
- Vescovo Alejandro García Fontcuberta, O.P. (1930)
- Vescovo Francisco Gómez de Santiago, O.P.  (1933)
- Vescovo Martial-Pierre-Marie Jannin, M.E.P. (1933)
- Vescovo Dominique Marie Hồ Ngọc Cẩn (1935)